# Marton Csokas
Marton Paul Csokas (Invercargill, 30 juni 1966) is een Nieuw-Zeelands-Hongaars acteur. Hij maakte in 1994 zijn filmdebuut als Dennis in het in zijn geboorteland gemaakte Jack Brown Genius. In 2001 was hij voor het eerst te zien in een Hollywood-productie als de elf Celeborn in The Lord of the Rings: The Fellowship of the Ring, dat in zijn eigen Nieuw-Zeeland opgenomen werd.
Csokas keerde in het derde deel in de Lord of the Rings-trilogie The Return of the King terug als Celeborn en speelde tussen beide delen door onder meer in Star Wars: Episode II: Attack of the Clones als Poggle the Lesser, de aartshertog van Geonosis. Gezien het uiterlijk van dit wezen, is Csokas hierin alleen te herkennen aan zijn stemgeluid.
Csokas rollen blijven niettemin niet beperkt tot het fantasy/sciencefiction-genre. Zo speelde hij in actiefilm xXx de leider van een anti-autoritaire groepering waartegen Vin Diesels personage het opneemt, vertolkte hij de rol van Jarda in boekverfilming The Bourne Supremacy en was hij in het historische Kingdom of Heaven te zien als Guy de Lusignan.

## Afkomst
Csokas werd geboren in Nieuw-Zeeland als zoon van een Hongaarse vader en een moeder van Iers-Deense afkomst. Hij heeft zodoende zowel een Hongaars als een Nieuw-Zeelands paspoort. Hij woont daarentegen in de Verenigde Staten.

## Filmografie
*Exclusief televisiefilms
| - Sleeping Dogs (2024) - Dr. Joseph Wieder - Cuckoo (2024) - Luis - Chevalier (2022) - Marc-René de Montalembert - Mark Felt: The Man Who Brought Down the White House (2017) - L. Patrick Gray - Voice from the Stone (2017) - Klaus - True Crimes (2016) - Kozlov - Burn Your Maps (2016) - Connor - Loving (2016) - Sheriff Brooks - The Equalizer (2014) - Teddy - Sin City: A Dame to Kill For (2014) - Damien Lord - The Amazing Spider-Man 2 (2014) - Ashley Kafka - Noah (2014) - Lamech - Pawn (2013) - Lieutenant Barnes - Abraham Lincoln: Vampire Hunter (2012) - Jack Barts - Dead Europe (2012) - Nico - Dream House (2011) - Jack - The Debt (2010) - Stephan (jonge versie) - L'âge de raison (2010) - Malcolm - South Solitary (2010) - Fleet - The Tree (2010) - George - Alice in Wonderland (2010) - Charles Kingsley - Romulus, My Father (2007) - Hora - Æon Flux (2005) - Trevor Goodchild | - The Great Raid (2005) - Captain Redding - Kingdom of Heaven (2005) - Guy de Lusignan - Asylum (2005) - Edgar - The Bourne Supremacy (2004) - Jarda - Evilenko (2004) - Vadim Timurovic Lesiev - The Lord of the Rings: The Return of the King (2003) - Celeborn - Timeline (2003) - Sir William De Kere/ William Decker - Kangaroo Jack (2003) - Mr. Smith - Garage Days (2002) - Shad Kern - xXx (2002) - Yorgi - Star Wars: Episode II: Attack of the Clones (2002) - Poggle the Lesser - The Lord of the Rings: The Fellowship of the Ring (2001) - Celeborn - Rain (2001) - Cady - The Monkey's Mask (2000) - Nick Maitland - The Three Stooges (2000) - Ted Healy - Halifax f.p: Swimming with Sharks (1999) -John Garth - Hurrah (1998) - Raoul - Broken English (1996) - Darko - Chicken (1996) - - Twilight of the Gods (1995) - Soldier - A Game with No Rules (1994) - Kane - Jack Brown Genius (1994) - Dennis |

## Televisieseries
*Exclusief eenmalige gastrollen
- Divorce - Skip Zakarian (2018, twee afleveringen)
- Into the Badlands - Quinn (2015-2017, zestien afleveringen)
- Sons of Liberty - Thomas Gage (2015, drie afleveringen)
- Covert Affairs - Ivan Kravec (2014, twee afleveringen)
- Klondike - The Superintendent (2014, zes afleveringen)
- Rogue - Jimmy Laszlo (2013, tien afleveringen)
- Falcón - Javier Falcón (2012, twee afleveringen)
- Xena: Warrior Princess - Borias (1997-2001, tien afleveringen)
- BeastMaster - Qord (2000, drie afleveringen)

- Bibsys: 8011158
- Biblioteca Nacional de España: XX1611968
- Bibliothèque nationale de France: cb145226155 (data)
- Gemeinsame Normdatei: 1064996132
- International Standard Name Identifier: 0000 0001 2282 5132
- Library of Congress Control Number: no2003059621
- Nationale Bibliotheek van Tsjechië: pna2007403615
- Nationale bibliotheek van Australië: 40660983
- Nationale Bibliotheek van Israël: 987008729329205171
- Nationale Bibliotheek van Polen: a0000002238060
- Nederlandse Thesaurus van Auteursnamen: 363803599
- Système universitaire de documentation: 149095767
- Trove: 1448706
- Virtual International Authority File: 85123557
- WorldCat: E39PBJbM8Jw9XrBcP4WKw3Qwmd